# Tre corone

Tre corone

Le tre corone sono un simbolo presente in araldica, note soprattutto per essere un simbolo nazionale della Svezia.

## Usi

### Svezia

Stemma reale svedese

In Svezia le tre kronor sono un simbolo nazionale e sono presenti sullo stemma reale; il simbolo è composto da tre corone gialle e dorate, ordinate due sopra e una sotto, su sfondo blu.
L'emblema è spesso usato come simbolo di autorità dal governo svedese e dalle ambasciate svedesi in tutto il mondo, ma appare anche in contesti meno formali, come la Nazionale di hockey su ghiaccio maschile della Svezia, che porta il simbolo sulla sua maglia ed è chiamata per questo tre kronor. Le tre corone sono usate anche come coccarda dalle forze armate aeronautiche svedesi e su tutto l'equipaggiamento militare svedese in generale, oltre che su uniformi e veicoli della polizia svedese.

### Altri
Nazioni

Danimarca (stemma)

Altre divisioni amministrative

Anglia orientale (no ufficiale)
Burriana
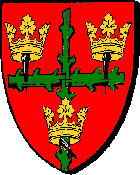
Colchester (Nottingham è quasi identico, ma senza le unghie sulla croce)
Colonia (città)
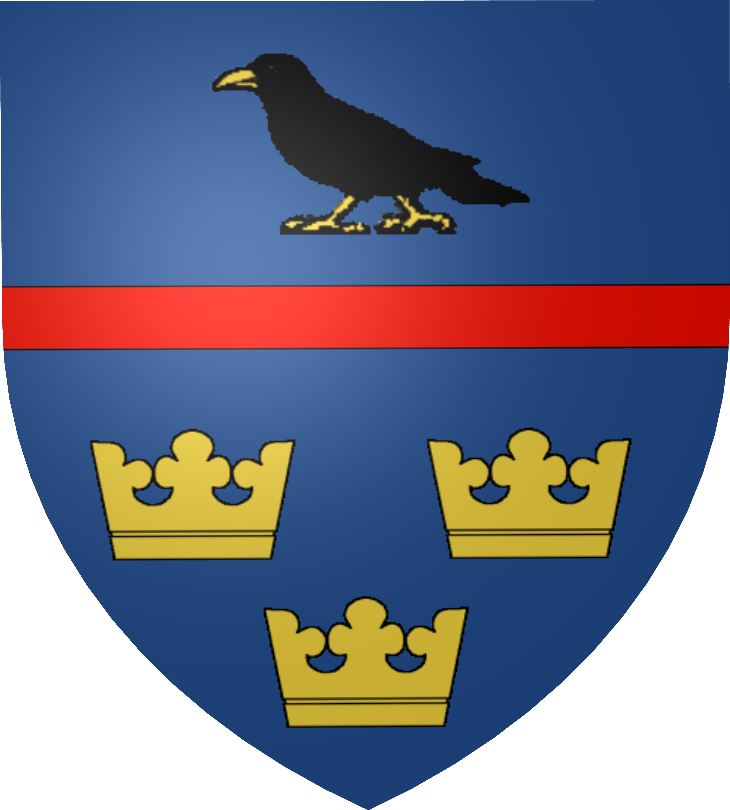
Galizia
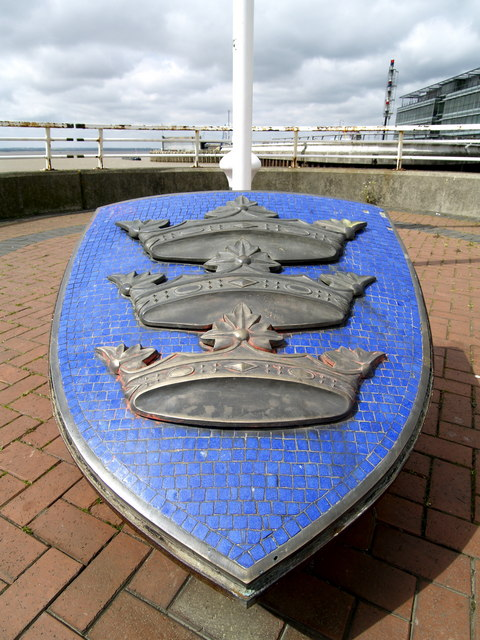
Kingston upon Hull
Krynica-Zdrój
Munster
Otterfing
Pabianice
Vyborg

Università

Università di Oxford

Diocesi

Diocesi anglicana di Bristol
Diocesi anglicana di Ely